# تپه قلعه لنگر
تپه قلعه لنگر مربوط به دوران پیش از تاریخ ایران باستان است و در جنوب شرقی کرمان، لنگر ماهان واقع شده و این اثر در تاریخ ۱ فروردین ۱۳۴۵ با شمارهٔ ثبت ۵۰۰ به‌عنوان یکی از آثار ملی ایران به ثبت رسیده است.